# Charles Debbasch
Charles Debbasch, né le 22 octobre 1937 à Tunis et mort le 8 janvier 2022 à Paris, est un juriste et universitaire français.

## Biographie

### L'universitaire
Agrégé de droit public, Charles Debbasch a enseigné le droit administratif et les institutions politiques à l'université Aix-Marseille-III pendant environ quarante ans. Il a également été professeur au Collège d'Europe, et dans des facultés étrangères. Il est l'auteur d'ouvrages de droit administratif et de droit constitutionnel.
Charles Debbasch a favorisé en France la spécialité du droit des médias.
Élu en 1970, à 33 ans, doyen de la Faculté de droit d'Aix-Marseille, il renonce après sa réélection à un second mandat pour prendre, le 2 août 1973, la présidence de l'Assemblée constitutive de l'université d'Aix-Marseille-III dont il est l'un des fondateurs. Il est élu président de la nouvelle université de 1973 à 1978.
Il a créé l'Institut de droit des médias de l'université d'Aix-Marseille, et l'a dirigé pendant dix ans.
Au cours de l'année 2021 il est atteint d’une infection abdominale grave. En novembre de cette année, Charles Debbasch alias Kofi de Souza est admis au centre hospitalier universitaire Sylvanus-Olympio (CHU-SO) de la ville de Lomé au Togo où il réside habituellement depuis plusieurs années, étant un proche conseiller du pouvoir en place. Il y est opéré avant d’être évacué sur Paris où il succombe à sa maladie le samedi 8 janvier 2022.

### L'homme public
Charles Debbasch a exercé de nombreuses fonctions publiques. Il a participé au cabinet d'Edgar Faure, ministre de l'Éducation nationale après la crise universitaire de mai 1968, puis à l'équipe de Valéry Giscard d'Estaing durant son septennat, en qualité de conseiller pour l'Éducation et la Culture.
Spécialiste de l'art et du droit, il a été le conseil de nombreux artistes. Il a été l'initiateur de la création du musée Yves-Brayer aux Baux-de-Provence.
Également homme de médias, il a été successivement vice-président de FR3, directeur général puis président du groupe Le Dauphiné libéré. Il a créé dans les régions Rhône-Alpes et Provence douze stations de radios qui ont été ensuite intégrées aux réseaux Skyrock et Fun Radio.
Charles Debbasch a aussi fait une incursion en politique lors des élections municipales de 1983 : il a alors conduit une liste à Aix-en-Provence, obtenant 5,77 % des suffrages exprimés.

### L'homme privé
Charles Debbasch est né dans une famille européenne de Tunisie, qui s'installera à Aix-en-Provence à l'indépendance. Il a été élève du Lycée Carnot à Tunis.
Marié deux fois, il est père de plusieurs enfants, dont l'ancien recteur de l'Académie de Lyon Roland Debbasch.
Le doyen Debbasch apparaît à Patricia Allémonière, journaliste de TF1 qui a eu l'occasion de l'interviewer au Togo, comme un « monsieur à la distinction vieille France, un peu usé, meurtri par l'ostracisme dont il s'estime victime à Paris ». Les excellentes manières et l'équanimité de Charles Debbasch ne l'empêchent d'ailleurs pas d'être malicieux, voire enclin aux calembours ou aux plaisanteries un peu potaches.
Enfin, à la limite d'une certaine affectation, Charles Debbasch aime les animaux et ne s'en cache pas — Vincent Hugeux qui l'a rencontré à Kara rapporte son amitié pour le perroquet du meilleur hôtel de la ville (le doyen Debbasch fera d'ailleurs à l'oiseau gris à queue rouge l'honneur d'une mention dans le titre d'un ouvrage de 2006 : La Succession d'Eyadema : le perroquet de Kara). À l'occasion des rebondissements de l'affaire Vasarely, les articles consacrés à Charles Debbasch ne manquent pas d'évoquer l'attachant et regretté yorkshire Love, qu'il transporte sous le bras quand son chemin croise les photographes de presse ou cadreurs, et auquel il a consacré un livre d'hommage : Un amour de Love. Cinq ans avec mon yorkshire préféré.

### Charles Debbasch et l'Afrique
Conseil de nombreux chefs d'État africains, il a rédigé de nombreuses constitutions africaines. Au Maroc il a assuré de 1981 à 1985 — à la demande personnelle du roi du Maroc Hassan II — la direction d'une équipe de juristes chargés de former au droit comparé le prince héritier, l'actuel Mohammed VI ; il a aussi joué en Côte d'Ivoire un rôle de conseil auprès des présidents Félix Houphouët-Boigny puis Henri Konan Bédié. Enfin, à la fin des années 1990, il conseillait également le Président gabonais Omar Bongo, et était sous contrat avec la République du Congo en vue d'aider à la rédaction de la nouvelle constitution.
Le constitutionnaliste assiste le Togo depuis le début des années 1990 ; il a d'ailleurs acquis la citoyenneté togolaise. Après avoir été le conseil juridique du président togolais Eyadema, il fut ministre, conseiller spécial du chef de l'État togolais, Faure Gnassingbé. Interrogé par le quotidien La Croix en 2007 quant à l'opportunité de conserver dans son cercle de conseillers un homme condamné par la justice française, Faure Gnassingbé s'en explique en répondant que « ce n'est pas dans les conceptions africaines de se débarrasser de quelqu'un qui vous a été fidèle depuis longtemps ».
Ses détracteurs l'accusent d'être l'« inspirateur – sinon l'auteur » de la Constitution togolaise, ce qu'il ne dément pas tout en insistant pour relativiser son rôle. Il aurait joué un rôle crucial dans le coup d’État constitutionnel grâce auquel le fils du général Eyadéma, l'homme fort du Togo pendant trente-huit ans, a succédé à son père en février 2005, sans qu'il soit facile de distinguer la part de l'exagération journalistique et de la réalité.
Il a été qualifié dans les médias de « mercenaire en col blanc »,,.

### L'affaire de la fondation Vasarely
Doyen de la Faculté de droit d'Aix-en-Provence et président de l'université Aix-Marseille-III, Charles Debbasch a été choisi par l'Université d'Aix pour assumer la présidence de la Fondation Vasarely. Avec le concours du conseil d’administration, il en a assumé la responsabilité pendant dix ans.
Après la mort de Claire Vasarely, épouse du peintre, les héritiers Vasarely reprennent le contrôle de la fondation et mettent en cause le doyen Debbasch qui l'avait gérée de 1981 à 1992 au nom de l'université, obtenant en 1993 à l'issue d'une procédure judiciaire l'annulation du mandat d'administrateur de Charles Debbasch. Ils déposent par ailleurs des plaintes pénales contre celui-ci.
En novembre 1994, alors qu'il s'apprête à donner une conférence de presse à l'université d'Aix-en-Provence sur l'affaire Vasarely, la gendarmerie arrive et tente d'interpeller le doyen en se prévalant d'une commission rogatoire. Alléguant que les gendarmes ont tenté de le faire pénétrer par la force dans leur véhicule sans mandat, il se retranche d'abord dans l'amphithéâtre Portalis de la faculté de droit dans lequel les étudiants de deuxième année l'attendaient pour son cours hebdomadaire puis dans son bureau de la faculté sous la garde d'un groupe d'étudiants soutenant sa cause. Le juge Le Gallo délivre alors un mandat d'amener le 27 novembre 1994. Il est interpellé et placé en détention le 28 novembre 1994 à la prison des Baumettes, où il demeure incarcéré en détention provisoire jusqu'au 15 février suivant.
Renvoyé devant le Tribunal correctionnel sous l'imputation de faux, d'usage de faux et d'abus de confiance, Charles Debbasch est condamné le 20 février 2002, condamnation confirmée pour l'essentiel par un arrêt de la Cour d'appel d'Aix-en-Provence du 7 janvier 2003, qui le relaxe de l'accusation de faux mais le condamne pour usage de faux et abus de confiance. Cet arrêt sera cassé l'année suivante, mais en ses seules dispositions concernant l'usage de faux, et est donc définitif en ce qui concerne la condamnation de M. Debbasch pour abus de confiance ainsi que pour les réparations civiles dont il est redevable (405 000 euros à sa seule charge, et 214 028 euros solidairement avec Pierre Lucas, condamné à ses côtés). À la suite de cette cassation partielle, la procédure est rouverte devant la Cour d'appel d'Aix-en-Provence qui condamne Charles Debbasch le 11 mai 2005 pour le seul délit d'abus de confiance à 2 ans de prison dont 1 an avec sursis sous le régime de mise à l'épreuve pendant trois ans, peine assortie d'une amende de 150 000 euros et d'une privation de certains droits civiques, civils et de famille pendant 5 ans. 
Charles Debbasch, fuyant la justice, se réfugie alors à Lomé, au Togo, où il conseille la dictature jusqu’à son décès, en 2022.
Depuis 1994 Charles Debbasch n'a jamais cessé de clamer son innocence dans cette affaire, et de dénoncer l'erreur judiciaire. Il avait en 1993 déposé plainte contre les héritiers Vasarely pour dénoncer leurs manœuvres illégales. Après 20 années de procédures, l'affaire a pris un nouveau tournant : le 27 mai 2014 la cour d'appel de Paris a annulé l'arbitrage frauduleux, mis en place par les héritiers, qui est à l'origine de la disparition du fonds d’œuvres de la Fondation. Cette décision a été confirmée par la Cour de Cassation le 4 novembre 2015. Les médias redécouvrent alors l'affaire Vasarely ,et le détournement d’œuvres par la famille elle-même. 
Vincent Hugeux signale que ce ne sont pas là les premiers démêlés de Charles Debbasch avec la justice : selon lui, il aurait déjà été condamné en 1980, par la Cour d'appel de Paris, pour contrefaçon —il aurait publié le même traité juridique dans deux maisons d'édition différentes. Enfin Le Monde fait état d'une enquête concernant l'encaissement suspect de 1,2 million d'euros en espèces sur un compte ouvert au Luxembourg, puis leur transfert en direction de trois sociétés domiciliées à Niue, enquête qui aboutit à une mise en examen pour « blanchiment et organisation frauduleuse d’insolvabilité ». Le doyen Debbasch dénie tout caractère frauduleux à ces transactions, assurant qu'il ne s'agit pas de fonds liés à l'affaire Vasarely mais d'honoraires versés au titre de ses activités de conseil auprès de la République du Togo et de l'ambassade du Togo au Benelux, dûment déclarés au fisc togolais. Cette affaire s'est conclue le 18 avril 2008 par une ordonnance de non lieu rendue par le juge d'instruction Gazeaux[réf. nécessaire].

### Depuis 2005
Les médias ont évoqué à quelques reprises quelques faits divers le concernant.
En premier lieu dans la presse marseillaise : Marseille l'Hebdo rapporte en 2006 que Charles Debbasch continue depuis 2003 à percevoir son traitement de professeur d'Université tout en résidant au Togo, puisqu'il est chargé depuis cette date par l'Université d'Aix-Marseille dont il relève d'une mission de coopération avec les universités de Lomé et Kara. Selon l'auteur de l'article, des sources proches du président de l'université ont admis que « tout le monde savait que sa mission était totalement fictive » et qu'il s'agissait d'« une décision politique qui a été prise au plus haut niveau ». Le Canard enchaîné dans son édition du 10 mai 2006, sous la plume d'Alain Guédé (L'université française finance l'exil doré d'un condamné), évoque lui ce salaire versé par l'Éducation nationale (5 000 € mensuel de 2003 à 2006).
On peut aussi relever l'interpellation le 16 mai 2007 de Charles Debbasch à l'aéroport de Bruxelles où il s'apprêtait à décoller à destination de Lomé, et son placement sous contrôle judiciaire avec interdiction de quitter la Belgique, affaire qui se règlera bien vite puisque Charles Debbasch peut une semaine plus tard environ regagner Lomé.
Enfin les organes d'information togolais relaient la défense de Charles Debbasch, qui s'affirme toujours totalement innocent des délits pour lesquels il a été condamné, ainsi que sa contre-offensive judiciaire. Le site d'informations de la République togolaise, republicoftogo.com, rapporte que Charles Debbasch a lancé une contre-attaque, d'une part en portant plainte pour escroquerie au jugement (selon lui les plaintes déposées par Victor Vasarely étaient des faux) et d'autre part —concernant l'incident de Bruxelles—, contre Michel de Bonnecorse, ancien conseiller pour les affaires africaines de Jacques Chirac,
Une autobiographie a été mise en ligne par M. Debbasch sur son site officiel.

## Ouvrages de Charles Debbasch
- Le Droit de la radio et de la télévision, PUF, 1967.
- L’Administration au pouvoir, fonctionnaires et politiques sous la Ve République, Calmann-Lévy – Questions d’actualité, 1970.
- L’Université désorientée, PUF, 1971.
- La France de Pompidou, PUF, 1974.
- Les Chats de l’Émirat : conte politique, Sainte Victoire, 1976.
- L’État civilisé : contre le pouvoir sauvage, Fayard, 1979.
- L’Élysée dévoilé Albin Michel, 1982.
- La Disgrâce du socialisme, Economica, 1985.
- La Réussite politique, Éditions Atlas-Economica, 1987.
- La Cohabitation froide, Economica, 1988.
- Les Grands Textes administratifs, Précis Dalloz, 1989.
- Les Grands Arrêts du droit de l'audiovisuel, Sirey, 1991.
- Les Associations, PUF, 1992.
- Le Droit de l'audiovisuel, Précis Dalloz, 1995
- Mémoires du Doyen d’Aix-en-Provence, Jaguar-Assas Librairie, 1996.
- Une âme corse, La Marge, 1996.
- Les Associations, Que sais-je?, 1998
- Les Structures administratives, PUF, 1999
- L'Action et le contrôle de l'administration, PUF, 1999
- Un amour de Love, La Marge, 2001.
- L’Avenir institutionnel de la Corse, La Marge, 2000.
- Introduction à la politique, Précis Dalloz, 2000
- Droit des médias, Dalloz, 2001.
- Droit de la Communication, Dalloz, 2001.
- Droit administratif, Economica, 2002
- Contes de nos animaux favoris, La Marge, 2004.
- Chronique d’un désastre judiciaire, le scandale Vasarely, Colonna, 2006
- La Succession d’Eyadema, L’Harmattan, 2006.
- L'Entrée en Sarkozye, L’Harmattan, 2008.
- La Chute de la Sarkozye, L'Harmattan, 2012
- L'Affaire Vasarely : art, mensonges et manipulations, éd. du Moment, 2016

## Décorations
- Commandeur de l'ordre du Mono[49]